# 贝尔维莱尔
贝尔维莱尔（法語：Berrwiller，法語發音：[bɛʁvilɛʁ] ⓘ）是法国上莱茵省的一个市镇，属于米卢斯区。

## 地理
贝尔维莱尔（47°50'59"N, 7°13'9"E）面积7.66 平方千米，位于法国大東部大區上莱茵省，该省份为法国东部内陆省份，是阿尔萨斯的一部分，今与下莱茵省组成了阿尔萨斯欧洲集体，其北临下莱茵省，西接孚日省，西南接贝尔福地区省，东侧沿莱茵河与德国相望，南与瑞士接壤。
与贝尔维莱尔接壤的市镇（或旧市镇、城区）包括：博尔维莱尔、苏尔茨-上莱茵、瓦特维莱尔、斯塔弗尔费尔登、阿特曼斯维莱尔、于福尔茨。
贝尔维莱尔的时区为UTC+01:00、UTC+02:00（夏令时）。

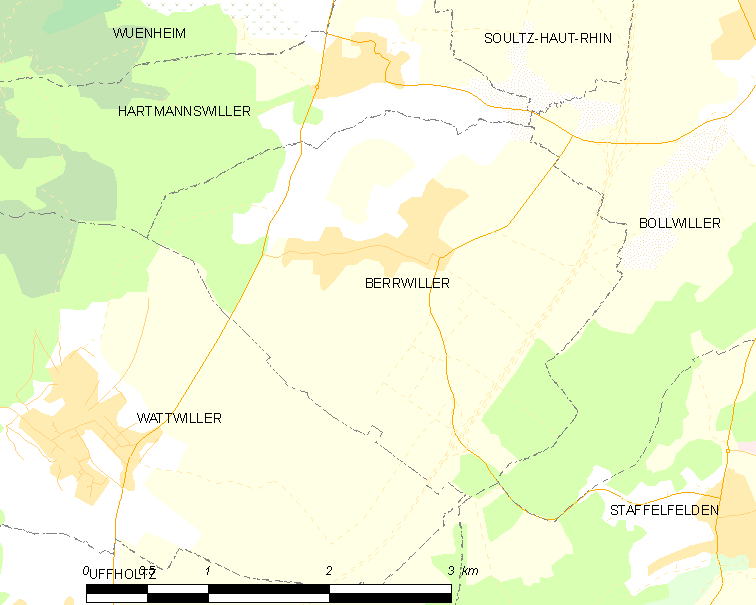
贝尔维莱尔的OSM定位图

## 行政
贝尔维莱尔的邮政编码为68500，INSEE市镇编码为68032。

## 政治
贝尔维莱尔所属的省级选区为维特奈姆县。

## 人口

1962-2008年间贝尔维莱尔人口变化图示

贝尔维莱尔于2022年1月1日时的人口数量为1275人。